# Kosmos 102
Kosmos 102 – prototyp radzieckiego satelity rozpoznawczego typu RORSAT. Celem misji było przetestowanie głównych komponentów przyszłych satelitów rozpoznawczych typu US-A, z wyjątkiem źródła energii, które w docelowych satelitach zapewniał reaktor jądrowy, a w prototypie standardowy zestaw baterii chemicznych.